# Burbach (Saarbrücken)
Burbach ist ein Stadtteil von Saarbrücken im Saarland im Stadtbezirk West. Hier leben rund 14.700 Menschen (31. Dezember 2014), während die Einwohnerzahl Ende 1991 noch rund 15.800 betragen hatte. Burbach gilt als Kulminationspunkt des Strukturwandels und ist von hoher Arbeitslosigkeit und sozialen Problemen betroffen. Er gilt als sozial, ökonomisch und städtebaulich benachteiligt.

## Geografie

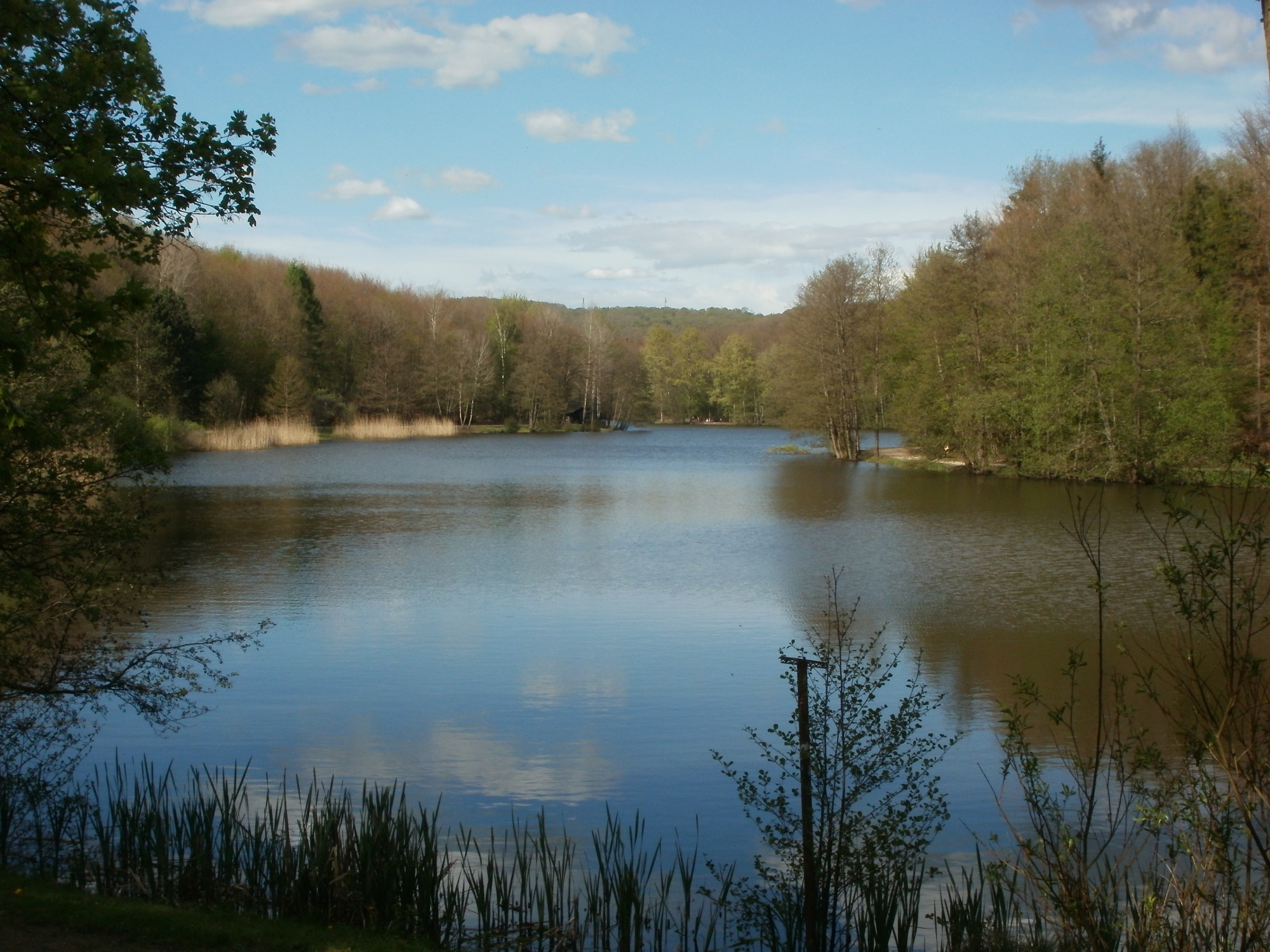
Burbach, Aufstauung des Burbaches zum Burbacher Waldweiher

Burbach liegt im Westen der Landeshauptstadt Saarbrücken zwischen den Stadtteilen Malstatt und Altenkessel. Südliche Begrenzung ist die Saar. Der Ortsname rührt vom Burbach her, der hier in die Saar mündet. Der ursprüngliche Bachname Burbach gilt noch außerhalb der Gemarkung Burbach-Malstatt. Im Unterlauf wurde zwecks Dissimilation des Bach- und Siedlungsnamens der Bach in Weierbach umbenannt, da er den früheren Burbacher Dorfweiher speiste. Heute ist der Burbach zum Burbacher Waldweiher aufgestaut. Topografische Karten führen den Bachnamen als Burbach-Weierbach.
Burbach wird von der Stadt verwaltungstechnisch als Stadtteil 24 geführt und besteht aus den Distrikten 241 Hochstraße, 242 Ottstraße, 243 Füllengarten und 244 Von der Heydt.

## Geschichte

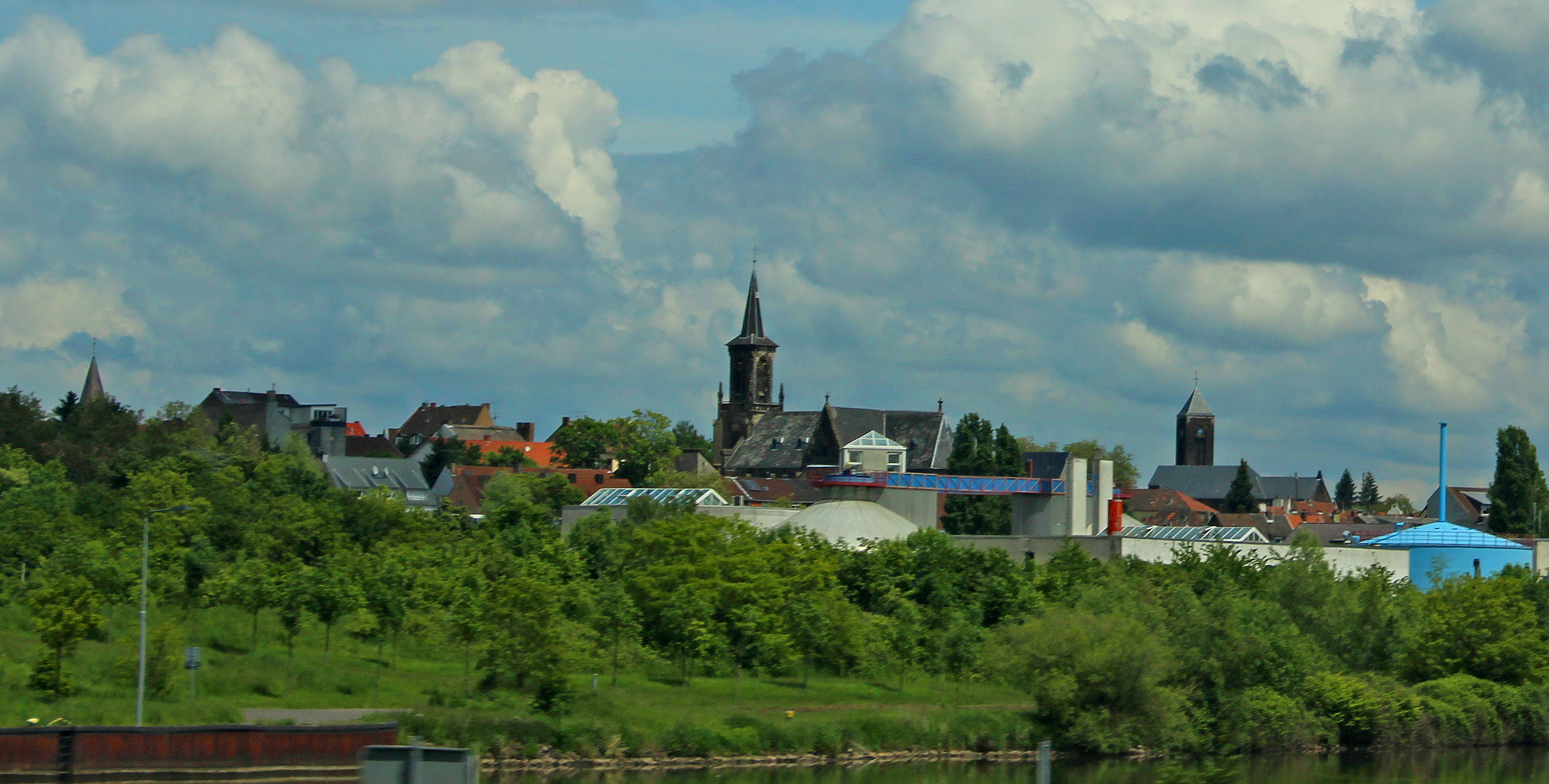
Burbach von der Saar aus gesehen, von links nach rechts die Kirchtürme von Herz-Jesu, St. Eligius und der Matthäuskirche

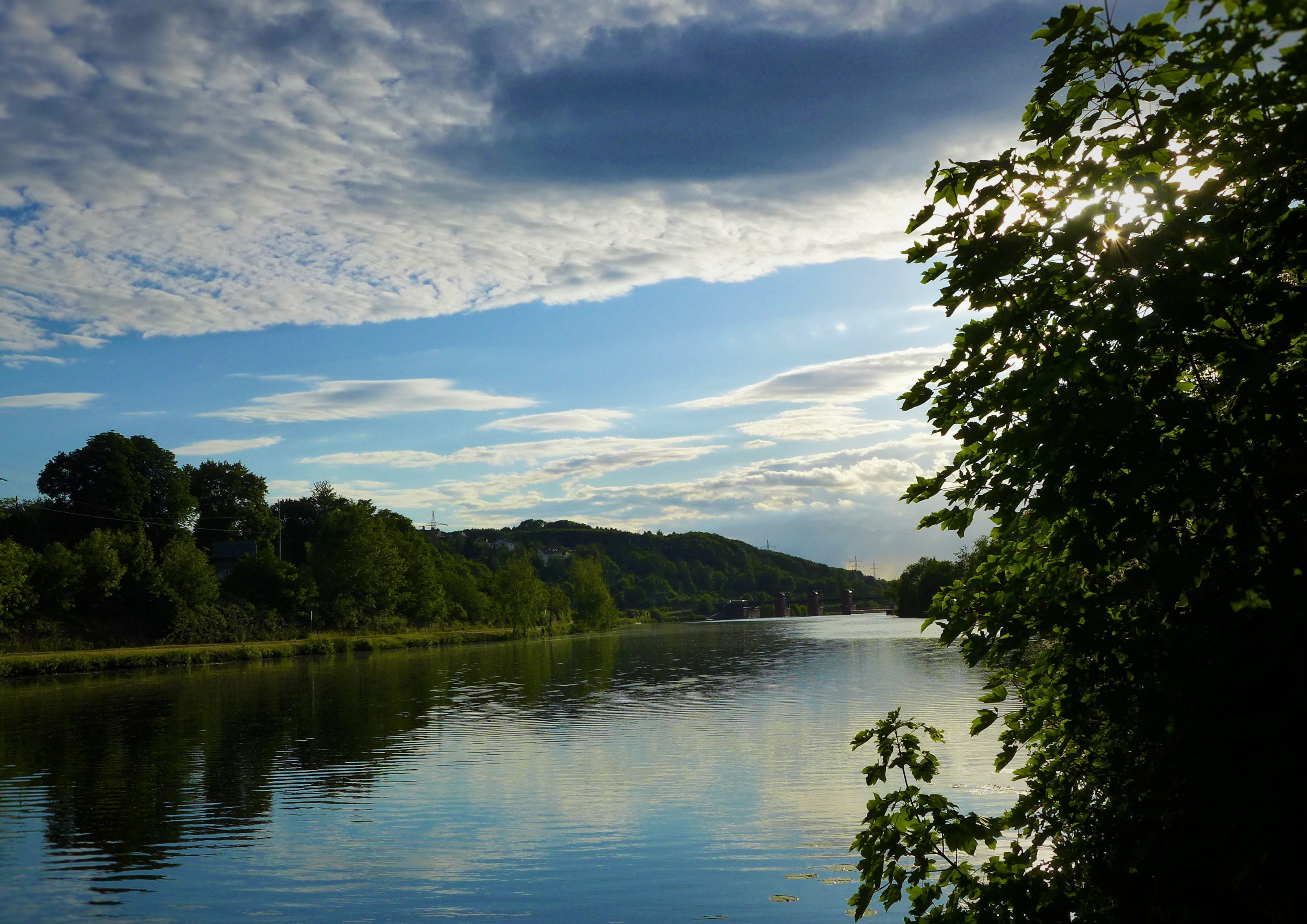
Blick vom Burbacher Saarufer am Kleinen Staden flussabwärts zur Staustufe Luisenthal

### Mittelalter
Ersterwähnung

Das Dorf Burbach gehörte zum gräflichen Hof in Malstatt und wurde im Jahr 1313 erstmals urkundlich erwähnt. In diesem Jahr verlieh Graf Johann I. von Saarbrücken-Commercy dem Ritter Simont von Kastel ein Gut in Burbach unter der Bedingung, dass die Leute des Burbacher Gutes wie bisher zu den gräflichen Jahrgedingen nach Malstatt kommen sollten. Einen Teil seines Besitzes in Burbach behielt allerdings Graf Johann in eigener Verwaltung (Hochgericht, Wald- und Wegebußen u. a.). Die Familie von Kastel blieb bis zum Ende des 15. Jahrhunderts im Besitz des Burglehens in Burbach. Ihr Besitz gelangte im Erbgang an die von Heringen, die den Burbacher Besitz im Jahr 1520 an Graf Johann Ludwig verkauften. Weitere Adelige (von Kerpen, von Sötern, von Kronenburg), die in Burbach Besitzrechte hatten, verkauften diese nach und nach an das gräfliche Haus Saarbrücken, bis im Jahr 1663 ganz Burbach dem Saarbrücker Grafen gehörte.
Zerstörung Burbachs in der Fehde von 1471

Im Februar des Jahres 1471 wurden Malstatt und Burbach im Rahmen einer Fehde zwischen dem Saarbrücker Grafen Johann III. und dem Pfalzgrafen und Herzog Ludwig I., genannt der Schwarze, niedergebrannt, da Ludwig die Stadt St. Johann nicht erobern konnte.

### Neuzeit
Burbach im Ancien Régime

Nach dem Bericht des fürstlichen Amtmannes und Rates Christian Lex aus dem Jahr 1756 waren zu dieser Zeit nahezu alle Einwohner Burbachs leibeigene Bauern der Nassau-Saarbrückischen Landesherrschaft. Burbach hatte 15 Häuser, von denen nur drei ganze und zwei halbe Hausdächer mit Ziegeln gedeckt und die übrigen Häuser strohgedeckt waren. Weiterhin gehörte das Dorf Burbach zur Meierei Malstatt. In den Malstatter Gewässern Saar, Fischbach, Alsbach und Weierbach (auch Burbach genannt) konnte man Fische fangen. Im Burbacher Weyerbach (Weiherbach) wurde auch Krebsfang betrieben. Als Tierschwemme wurde der Burbacher Weiher benutzt. Dieser Weiher, der nördlich der Straße nach Saarlouis lag, wurde nach dem Jahr 1756 trockengelegt.
Die meisten Bewohner waren lutherischer Konfession und nur eine Einwohnerin gehörte zur reformierten Konfession (Zuordnung zur reformierten Pfarrei Saarbrücken). Ein von der Malstatter Dorfgemeinschaft betriebenes Schulgebäude wurde von den Burbacher Kindern mitbenutzt, ebenso die Kirche auf dem Malstatter Kirchberg.
Burbach in der Französischen Revolution

Mit dem Einmarsch französischer Revolutionstruppen im Oktober 1792 wurde die Leibeigenschaft aufgehoben. Im Sommer 1793 verbrannten französische Soldaten das gesamte Inventar der Malstatter Kirche. Im Jahr 1797 wurden Malstatt und Burbach wie das gesamte linke Rheinufer von Frankreich annektiert. Die Dörfer Malstatt und Burbach wurden verwaltungsmäßig dem Kanton Saarbrücken zugeordnet. Seit 1810 gehörten die beiden Dörfer zur Mairie Saarbrücken. Die Bevölkerung stieg wieder an: Im Jahr 1809 hatten Malstatt und der Ortsteil Rußhütte zusammen 450 Einwohner, Burbach 269. Im Jahr 1810 hatte Malstatt 499, Rußhütte 57 und Burbach 278 Einwohner.
Erster und Zweiter Pariser Frieden

Im Ersten Pariser Frieden im Jahr 1814 blieben Malstatt und Burbach französisch und wurden erst im Zweiten Pariser Frieden 1815 mit Preußen vereinigt. Bei der Erstürmung St. Johanns durch bayerische Truppen am 23. Juni 1815 wurden Malstatt und Burbach wiederum vollständig ausgeplündert und die Einwohner mussten flüchten. Der durch die bayerischen Truppen entstandene Schaden wurde im Jahr 1820 durch französische Kriegsentschädigungen beglichen, die zur Erneuerung der Malstatter Kirche verwendet wurden. Nach der preußischen Besitznahme blieben die Ortschaften Burbach, Malstatt und Rußhütte in einer Bürgermeisterei mit St. Johann und Saarbrücken vereinigt. Die Verwaltung wurde durch den Bürgermeister von Saarbrücken geleitet, Malstatt hatte einen Gemeindevorsteher, Burbach und Rußhütte je einen Ortsvorsteher. Die männliche Einwohnerschaft Burbachs setzte sich weitgehend aus Bauern und Bergleuten zusammen.

### Industrialisierung
Bereits seit 1779 wurde auf der Gemarkung von Burbach Kohle gefördert.
1784 begann die Firma Heckel mit der maschinellen Produktion von Hanfseilen, 70 Jahre später wurden unter Johann Georg Heckel die ersten Stahlseile gefertigt. Unter Leitung von Ernst Heckel entstand hieraus die Gesellschaft für Förderanlagen Ernst Heckel Spätestens in den 1950er Jahren war Heckel unter der Leitung von Ernst Heckel Weltmarktführer.
Mit der Öffnung der Grube Von der Heydt 1852 und der Gründung der Burbacher Hütte 1856 setzte eine starke Bevölkerungszunahme ein. 1874/75 – Burbach hatte bereits über 12.500 Einwohner – vereinigten sich die Gemeinden Malstatt und Burbach und erhielten Stadtrechte; 1905 überstieg die Einwohnerzahl der Stadt Malstatt-Burbach 38.000. 1909 vereinigten sich die drei Saarstädte Saarbrücken, St. Johann und Malstatt-Burbach zur Großstadt Saarbrücken.
Sportgeschichte

In der industriell geprägten Zeit waren auch die Sportvereine sehr erfolgreich: 1927 stiegen die Sportfreunde 05 Saarbrücken, die in den 1960er Jahren von Jupp Derwall trainiert wurden, in die Erste Klasse auf. Auch der 1. FC Saarbrücken, der 1907 als „FV Malstatt-Burbach“ gegründet wurde, steht in der Tradition der Arbeiterfußballvereine.

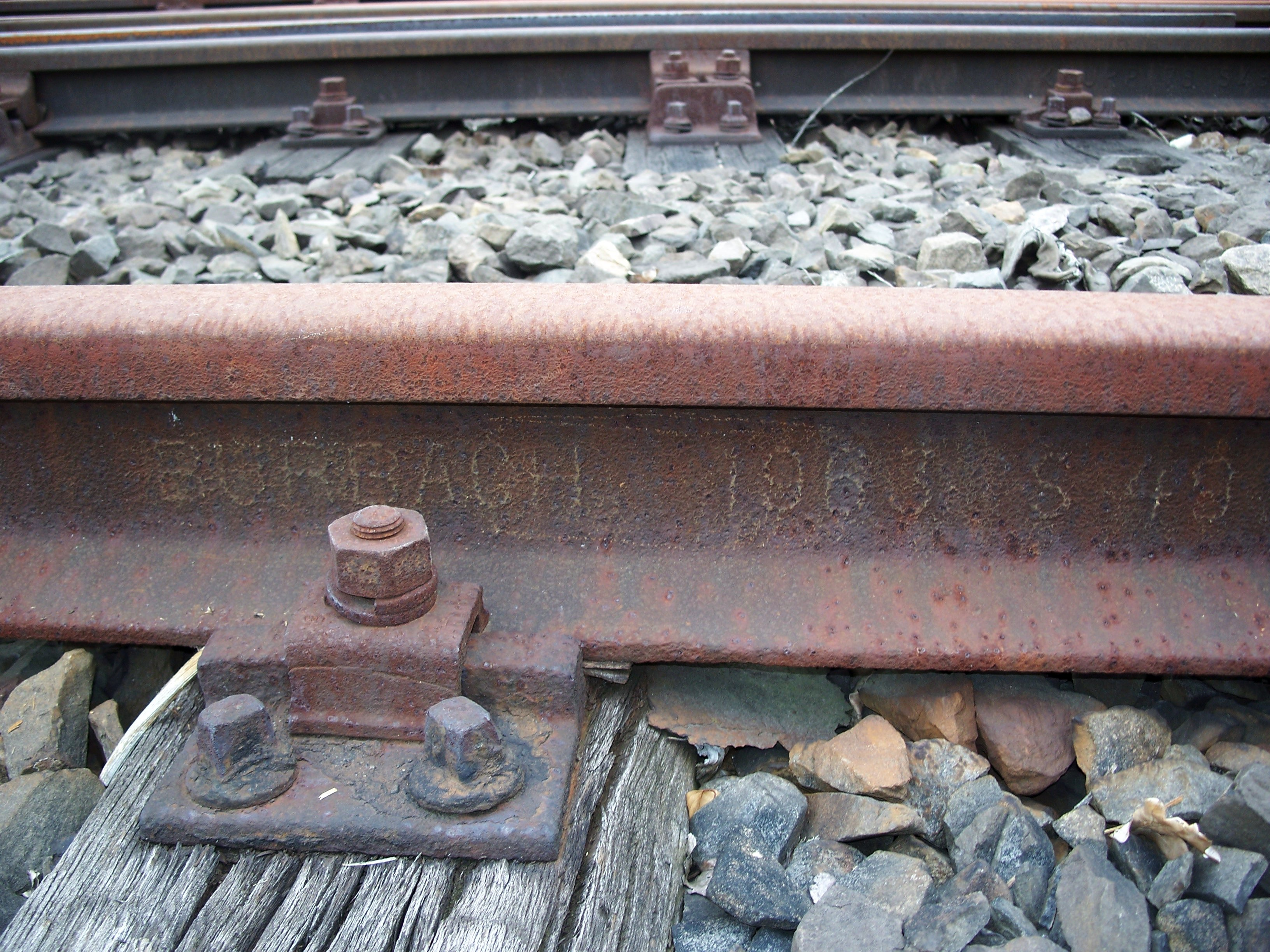
Auf der Burbacher Walzstraße 1963 hergestellte Eisenbahnschiene

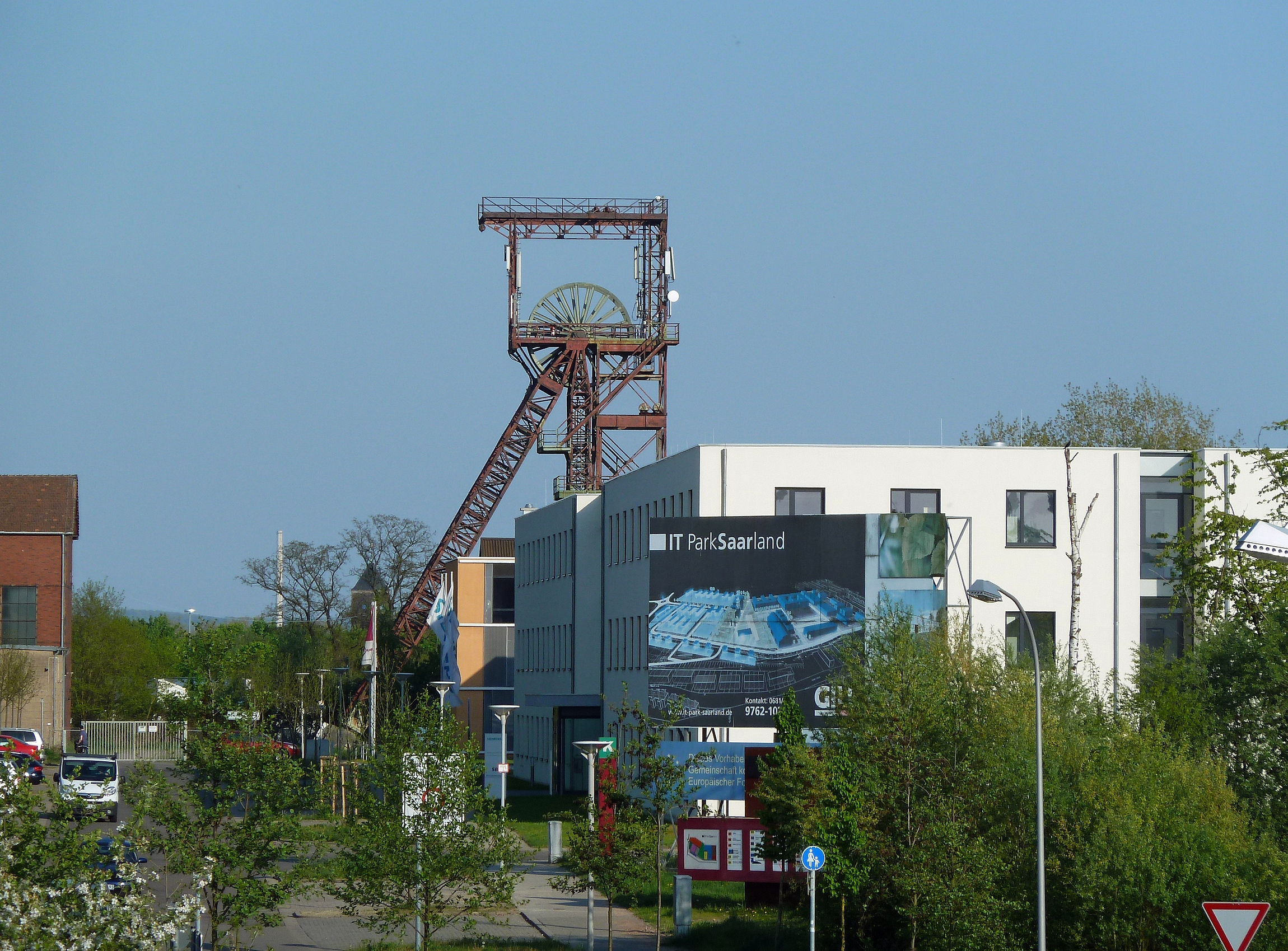
Auf dem Standort der ehemaligen Saarbrücker Stahlgusswerke AG entsteht seit 2000 der IT-Park Saarland

Die Hütte hieß jetzt „Acieries Reunies de Burbach, Eich et Dudelange (ARBED)“.

### Zweiter Weltkrieg
Im Oktober 1944 wurden Großteile der Bevölkerung wegen anhaltender Luftangriffe in den Raum Würzburg evakuiert. Wegen der kriegswichtigen Großindustrie hatte Burbach Flächenbombardements zu erleiden.

### Nachkriegszeit
Bereits kurz nach dem Krieg pulsierte im Stadtteil wieder das Leben: In Burbach gab es über 80 Kneipen und Restaurants sowie drei Kinos, namentlich die Volkshaus-Lichtspiele mit 800 Plätzen, das Metropol-Theater Burbach mit 517 Plätzen und das Rex mit 350 Plätzen. Das älteste der Kinos, das Metropol, eröffnete seinen Betrieb bereits 1910.
Am 7. Februar 1962 ereignete sich im zur Grube Luisenthal gehörenden, unter Burbach verlaufenden Alsbachschacht das Grubenunglück von Luisenthal, welches mit 299 Toten als zweitschwerstes Grubenunglück in Deutschland gilt.

### Stahlkrise
Als Folge der Stahlkrise schlossen 1977 die Hochöfen von Burbach. Bereits wenige Jahre später hatte die Hälfte der Geschäfte und Gaststätten sowie alle drei Kinos aufgegeben und ihren Betrieb eingestellt. 1988 schloss auch das Stahlwerk bis auf die Drahtzieherei. Bis zum Beginn der 1990er Jahre reduzierte sich die Beschäftigtenzahl im Stahlsektor am Standort Burbach auf unter 600. Waren 1975 bei der Burbacher Hütte noch über 23.000 Mitarbeiter beschäftigt, sank diese Zahl mit der Schließung der Hochöfen und der Hütte (1988) auf nur noch 591 im Jahr 1993. Auf dem Höhepunkt der Strukturkrise gab es im Jahr 1987 32,4 % Sozialhilfeempfänger, die Arbeitslosenquote lag bei 23 %, die Abwanderungsquote der letzten 10 Jahre lag bei 16 %, 23 % der Einwohner bezogen Wohngeld. Auch im Bildungsbereich sprachen die Zahlen 1987 für sich: 12 % beendeten die Schule ohne Abschluss, 81 % erreichten einen Hauptschulabschluss, 6,5 % einen mittleren Schulabschluss und 0,5 % Abitur. Noch heute zählt der Stadtteil (gemeinsam mit dem benachbarten Malstatt) trotz eingeleiteter Maßnahmen zur wirtschaftlichen Aufwertung zu den Regionen mit der höchsten Arbeitslosenquote im südwestdeutschen Raum.

### Wirtschaftlicher Strukturwandel

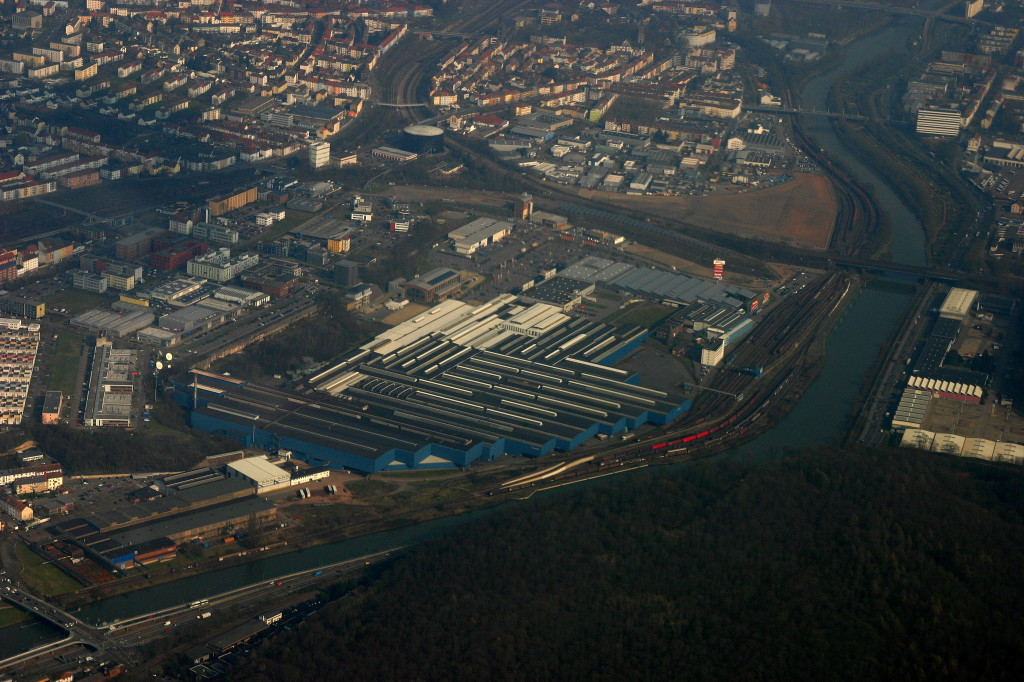
Burbacher Hütte mit Saarterrassen-Gelände

Zu Beginn der 1990er Jahre begann die städtische Gesellschaft für Innovation und Unternehmensförderung mbH (GIU) die Einleitung eines Strukturwandels: Auf dem mehr als dreieinhalb Hektar großen ehemaligen Areal des Hüttengeländes entstehen seit 2002 die sogenannten Saarterrassen, ein Dienstleistungsstandort, der in erster Linie die Neuen Medien anspricht. Eine der ersten ansiedelnden Firmen ist die Orbis AG. Zudem befinden sich auf den Saarterrassen mehrere großflächige Einzelhandelsunternehmen (u. a. mehrere Möbelhäuser und ein Baumarkt) und die Veranstaltungshalle E-Werk. Weitere Konversionsprojekte auf ehemaligen Industriegeländen sind der IT-Park Saarland auf dem Areal eines früheren Drahtseilwerks sowie das aw saarbrücken-burbach auf dem Areal des früheren Bahnausbesserungswerks.

## Pascal-Prozess
Die öffentliche Wahrnehmung des Stadtteils steht seit September 2001 mit dem Pascal-Prozess im Zusammenhang. In einem Hinterzimmer einer Gaststätte soll sich ein Mord an einem damals Fünfjährigen ereignet haben. Der Prozess endete mit Freisprüchen, da das Gericht nicht völlig von der Schuld der Angeklagten überzeugt war.

## Wappen

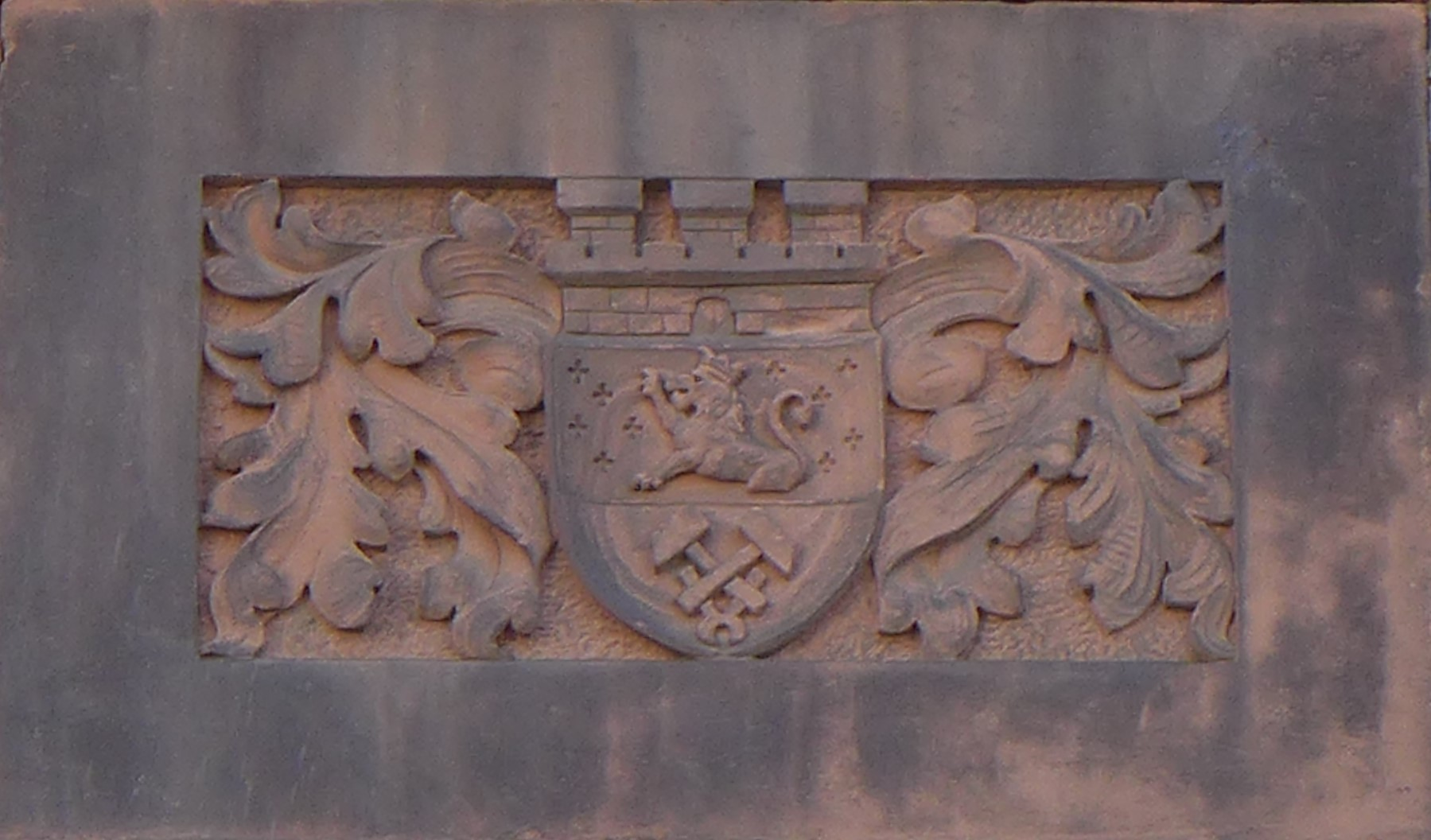
Ehemaliges Stadtwappen von Malstatt-Burbach als Relief an einem gründerzeitlichen Wohn- und Geschäftshaus Ecke Völklinger Straße / Jakobstraße in Burbach

Die frühere Gemeinde Burbach wurde im Jahr 1874 zur Stadt erhoben. Erst im Jahr 1897 wurde ihr zusammen mit Malstatt ein Wappen verliehen. Es ist geteilt: Oben in blauem, von silbernen Fußwiderspitzenkreuzen besäten Feld ein steigender silberner Löwe mit goldener Krone der Grafen von Saarbrücken-Commercy. Unten schwarz in silbernem Feld Hammer und Schlägel gekreuzt, die Stielenden belegt mit einer schwarzen, gestürzten offenen Zange (Symbole der Industrie Malstatt-Burbachs). Das am 21. Juni 1911 durch den preußischen König Wilhelm II. der neuen Großstadt Saarbrücken verliehene Wappen integriert die beiden Wappenbestandteile des Wappens der ehemaligen Stadt Malstatt-Burbach.

## Ehrenbürger
Der einzige Ehrenbürger der ehemaligen Stadt Malstatt-Burbach ist Otto von Bismarck. Ihm wurde im Jahr 1895 im Rahmen einer Initiative anderer Städte der preußischen Rheinprovinz die Ehrenbürgerschaft Malstatt-Burbachs verliehen.

## Verkehr

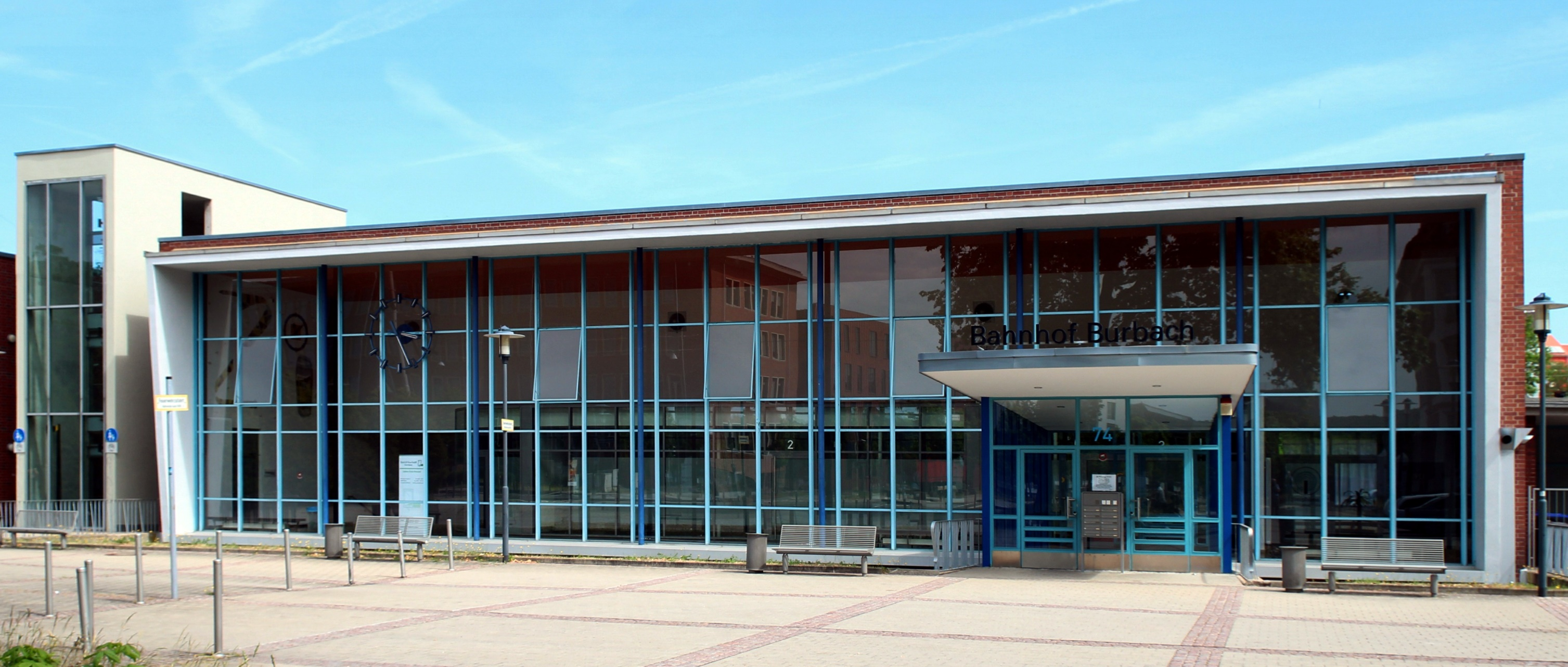
Empfangsgebäude des Bahnhofes Saarbrücken-Burbach, erbaut in den Jahren 1957–1959 von Reutler

Burbach liegt an der Saarstrecke. Haltepunkt ist der Bahnhof Saarbrücken-Burbach, der etwa zweieinhalb Streckenkilometer vom Hauptbahnhof Saarbrücken entfernt ist. Zudem wurde 2012 der Haltepunkt Saarbrücken-Burbach-Mitte in der Nähe des Burbacher Marktes eröffnet, durch den auch der IT-Park Saarland angebunden ist. Im Osten des Stadtteils führt seit 1852 die Forbacher Bahn parallel zur Stadtteilgrenze und zu Malstatt mit der Schanzenbergbrücke über die Saar in Richtung Frankreich. Zwei weitere Gleise der Warndtbahn kreuzen hier ebenfalls den Fluss. Seit 1890 verkehrte von Luisenthal eine meterspurige Dampf-Straßenbahnlinie durch Burbach nach Sankt Johann.
In der Mitte des 19. Jahrhunderts wurde die Saar kanalisiert und an das französische Fluss- und Kanalnetz angeschlossen. 1865 eröffnete der große Industriehafen. Seit dem letzten Saarausbau 1999 befindet sich in Höhe von Burbach die Schleuse Saarbrücken-Gersweiler.
Etwa parallel zur Bahnstrecke verläuft die B 51, die ebenfalls in Richtung Trier führt und die die Hauptverkehrsachse des Stadtteils darstellt. Am Burbacher Markt zweigt die Burbacher Straße ab, die über die Kaiser-Wilhelm-Brücke – der heutigen Gersweiler Brücke – über die Saar zum westlichen Stadtteil Gersweiler führt. Weitere wichtige Straßen sind die L 272 in Richtung Riegelsberg sowie die Hubert-Müller-Straße, die eine Verbindung zur A 1 herstellt.

### ÖPNV
Die Haltepunkte Saarbrücken-Burbach und Burbach Mitte werden von der RB 70 und RB 71 bedient. Früh- und Abendfahrten der RE 1 halten zudem an Haltepunkt Burbach.
Weiter wird Burbach durch SaarBus angefahren.

## Kirchengeschichte
Mittelalter

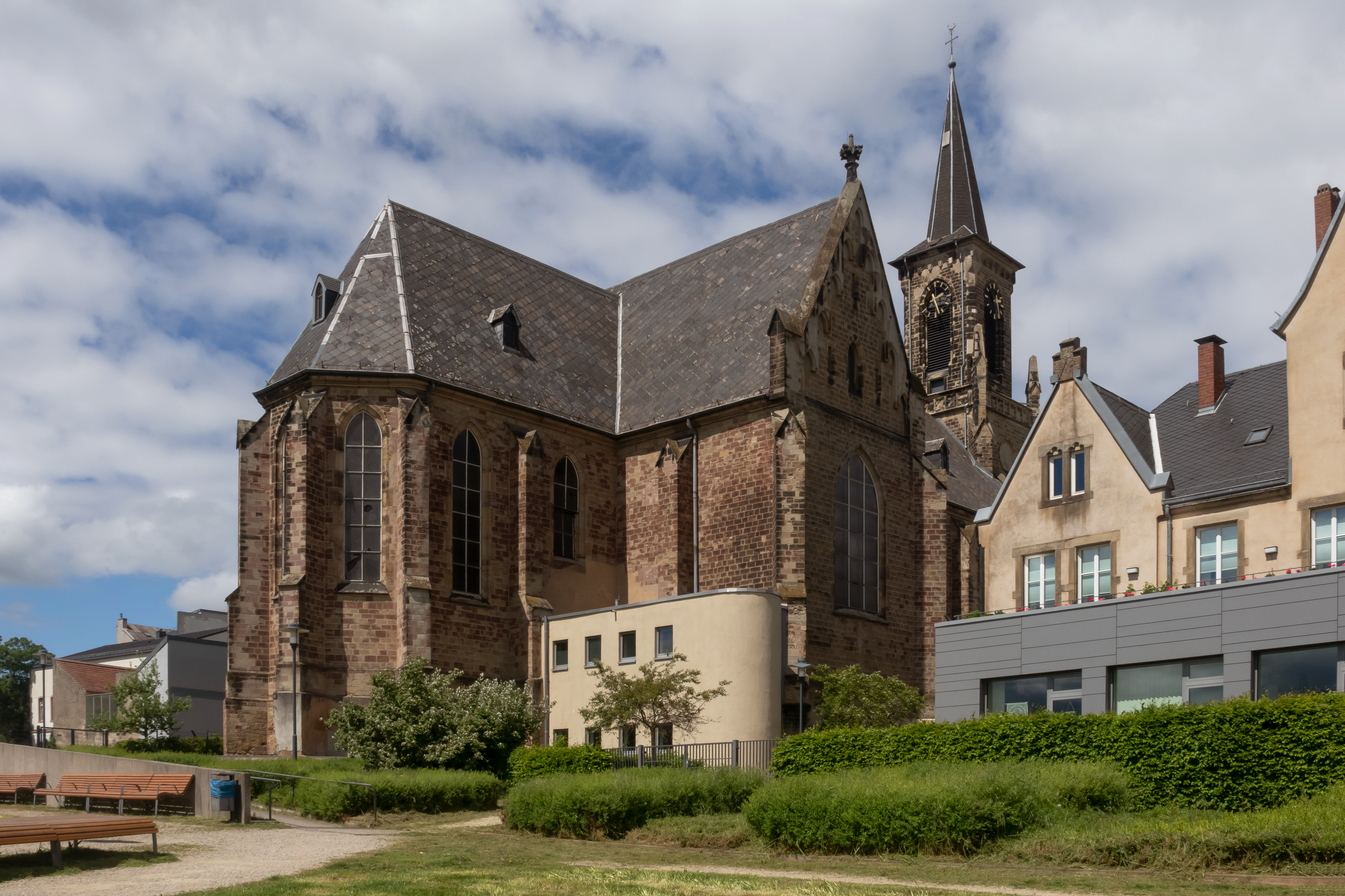
Burbach, die Sankt Eligiuskirche

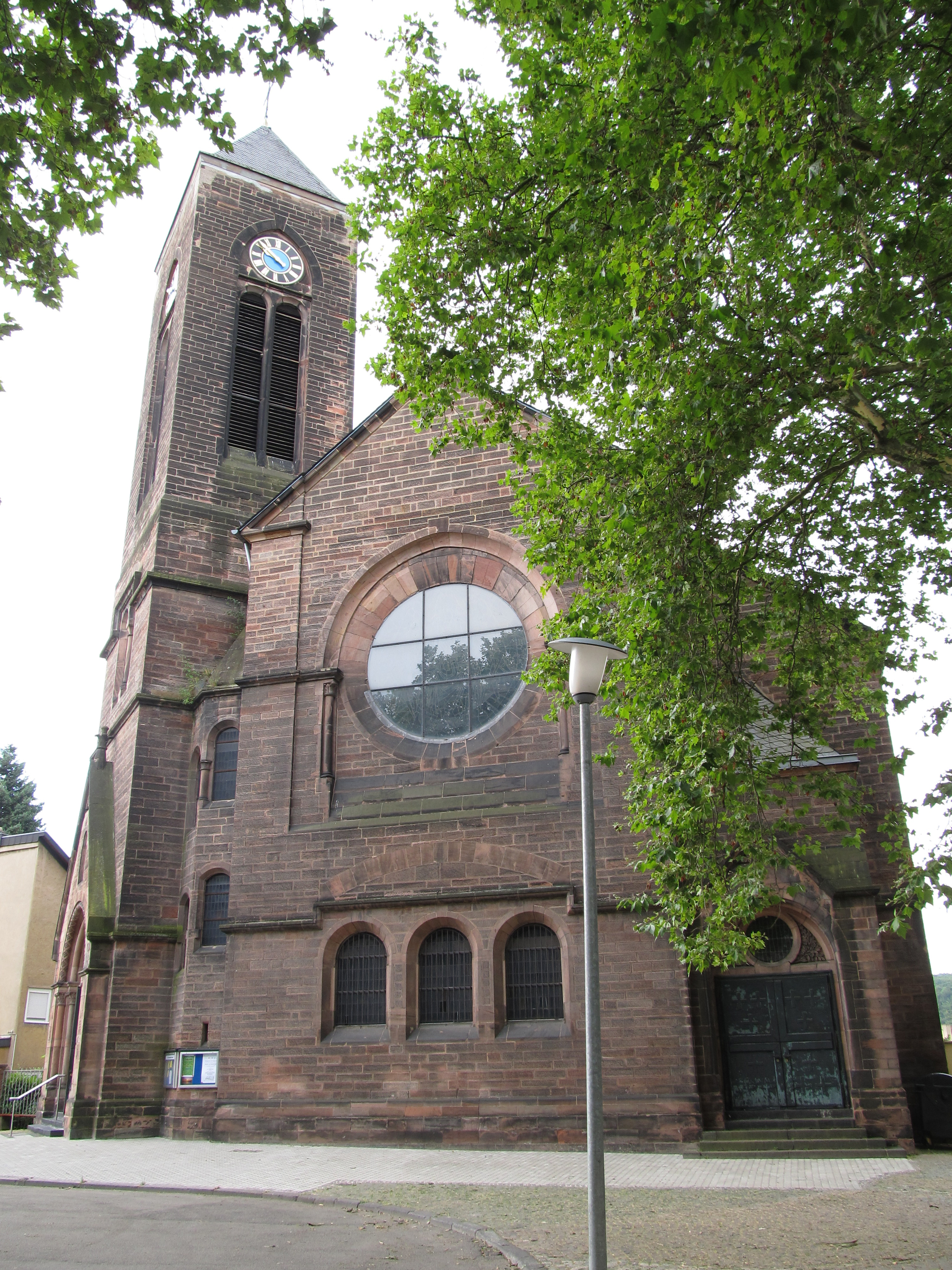
Burbach, Evangelische Matthäuskirche auf dem Weyersberg

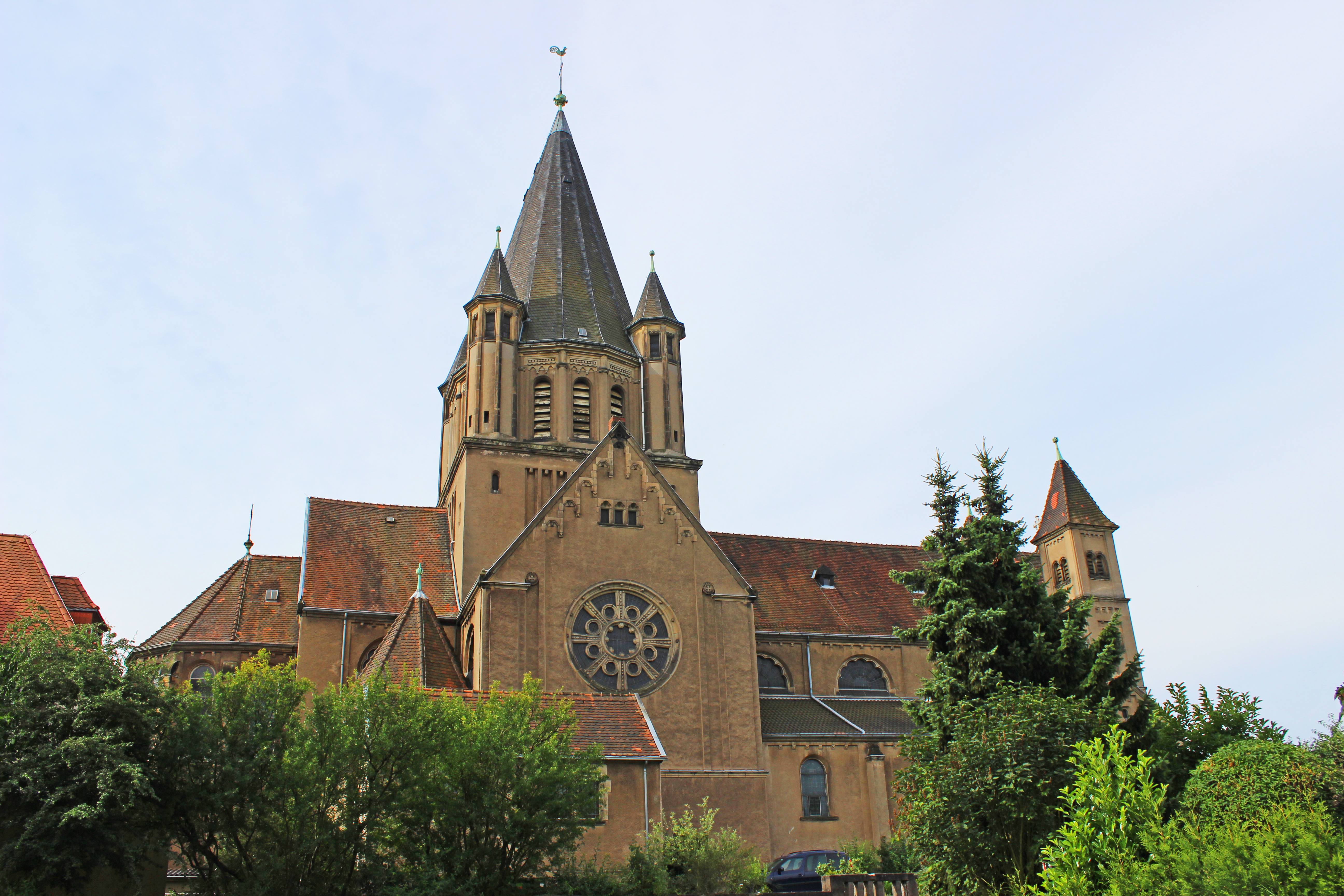
Burbach, Katholische Herz-Jesu-Kirche in der Odilienbergstraße

Burbach wurde seit seiner mittelalterlichen Gründung seelsorglich durch das Nachbardorf Malstatt mitbetreut.
Reformation

Mit der großen Kirchenvisitation von 1575 wurde auch in Burbach die lutherische Konfession eingeführt. Die Maßnahmen begannen am 1. Januar 1575 auf Anordnung des Grafen Philipp III. von Nassau-Saarbrücken im gesamten Herrschaftsbereich.
Zerstörungen seit dem Dreißigjährigen Krieg

Mit der Zerstörung der Mutterpfarrei in Malstatts im Dreißigjährigen Krieg im Jahr 1635 durch kroatische Truppen Kaiser Ferdinands II. und im Jahr 1641, als lothringische Truppen die Malstatter Kirche in Brand steckten, hörte Malstatt als Pfarrei praktisch auf zu bestehen. Die überlebenden Einwohner Malstatts und Burbach wurden in den nächsten Jahrzehnten von Gersweiler, St. Johann und Dudweiler aus seelsorgerisch betreut. Erst im Jahr 1738 wurde Malstatt als evangelische Pfarrei wieder selbständig. Nach den Zerstörungen der Pfarrkirche in der Französischen Revolution konnte das Malstatter Kirchengebäude erst im Jahr 1815 durch finanzielle Zuwendungen aus der französischen Kriegsentschädigung unter der Leitung von Pfarrer Johann Friedrich Köllner, der von 1816 bis 1823 auch Oberbürgermeister von Saarbrücken und St. Johann war, wiederhergestellt werden. In Malstatt selbst errichtete man im Jahr 1868 eine neue evangelische Kirche an alter Stelle.
Erste evangelische Kirche in Burbach

Auf dem Burbacher Weyersberg errichtete man von 1891 bis 1898 eine erste evangelische Kirche (heute Matthäuskirche) in neogotischem Stil.
Katholische Kirchen in Burbach

Für die zahlenmäßig stark angewachsene Gruppe der katholischen Einwohner wurde bereits in den Jahren 1869–1873 in Burbach die St. Eligius-Kirche errichtet. Infolge des Kulturkampfes blieb diese Pfarrei bis 1884 unbesetzt und wurde von St. Johann aus betreut.
Hintergrund war, dass der Trierer Bischof Matthias Eberhard keinen Pfarrer benannt hatte. Nach den kurz zuvor verkündeten Maigesetzen von 1873 hätte das Bistum den preußischen Behörden einen Kandidaten vorschlagen müssen, der dann von der Regierung auf seine Zuverlässigkeit und Qualifikation geprüft worden wäre. Da die deutschen Bischöfe dieses Verfahren als Unterwerfung der katholischen Kirche unter die antikatholische Politik Otto von Bismarcks ablehnten, konnte die Burbacher Pfarrstelle nicht besetzt werden. Als im Juni 1873 wichtige katholische Honoratioren Burbachs die Einwohner zum Widerstand gegen die Religionspolitik Bismarcks aufriefen, eskalierte die Situation. Einer der Hauptinitiatoren wurde von den Behörden in Saarbrücken zu drei Wochen Haft und 100 Talern Geldstrafe verurteilt. Die reichstreuen liberalen Zeitungen Saarbrückens verurteilten den Widerstand der Burbacher Katholiken einhellig und bezeichneten diese als „Reichsfeinde“ und „Dunkelmänner“, wobei man sich auf die Dunkelmännerbriefe des 16. Jahrhunderts bezog.
Als am 28. Oktober 1874 die Eligiuskirche in Burbach durch den Trierer Weihbischof Johann Jakob Kraft schließlich konsekriert werden konnte, wurde dies von den Katholiken Burbachs wie ein Sieg gefeiert. Die katholischen Häuser waren festlich geschmückt. Man hatte Bilder von Heiligen und von Papst Pius IX. aufgestellt. Ebenso hatte man ein Transparent mit einer provokanten Inschrift enthüllt, die sich auf das jesuanische Felsenwort (Mt 16,18 ) bezog: "Ob wutentbrannt die Hölle zum Kampfe zieht, ob Bosheit, Lug und Trug die Stimme hebt, ob Sturm und Woge an den Felsen schlägt, der neunte Pius steht und wanket nicht.
Die staatlichen Behörden, die versucht hatten, die Einweihung von St. Eligius zu verhindern, blieben demonstrativ den Feierlichkeiten fern. Erst als sich die Streitigkeiten des Kulturkampfes gemildert hatten, erhielt St. Eligius – 10 Jahre nach der Einweihung – einen ersten Pfarrer. Im Jahr 1892 entstand das „Katholische Vereinshaus Burbach“, das sich zu einem wichtigen Gemeindehaus entwickelte und als Treffpunkt der katholischen Vereine Burbachs (Arbeiterverein, Jünglingsverein, Jungfrauenkongregation, Rosenkranzverein) fungierte. Die katholischen Vereine sollten die konfessionelle und soziale Identität bewahren helfen. Allerdings wurden zahlreiche katholische Beamte von ihren Vorgesetzten gedrängt, sich von solchen Aktivitäten fernzuhalten.
Nachdem die Zahl der Katholiken im Jahr 1905 die der Evangelischen um das Doppelte übertroffen hatte (Katholiken: 25.424; Evangelische: 12.969), begann man im Jahr 1912 mit dem Bau der Burbacher Herz-Jesu-Kirche, der im Jahr 1914 abgeschlossen werden konnte. Die in den 1950er Jahren errichtete katholische Kirche St. Helena wurde im Jahr 2009 profaniert und brannte im Jahr 2012, vermutlich nach Brandstiftung, ab.

### Kirchen in Burbach
- St. Eligius (Saarbrücken-Burbach) (katholisch), neogotisch, errichtet 1868–1870 und 1871–1873 durch den Saarlouiser Baumeister Carl Friedrich Müller, Wiederaufbau nach Kriegszerstörung durch den Trierer Architekten Heinrich Schneider
- Matthäuskirche (Saarbrücken-Burbach) (evangelisch), neogotisch, errichtet 1892–1898 durch Eduard Philipp Arnold, Wiederaufbau nach Kriegszerstörung durch Helmut Zieboldt
- Herz-Jesu-Kirche (Saarbrücken) (katholisch), neoromanisch, errichtet von 1912 bis 1914 durch Ludwig Becker und Anton Falkowski, Wiederaufbau nach Kriegszerstörung durch Fritz Thoma (Trier)
- St. Helena (katholisch): Die Kirche St. Helena war ursprünglich zur Heilig-Rock-Wallfahrt im Jahr 1959 in Trier als Pilgerkirche auf Zeit errichtet worden. Danach fand sie in Burbach-Füllengarten eine neue Bestimmung als „Notkirche“. Im Lauf der Zeit entstanden bauliche und statische Mängel, für deren Behebung von Seiten des Bistums Trier keine Mittel zur Verfügung gestellt wurden.[23] St. Helena wurde am 4. Mai 2009 offiziell entwidmet und das Bauwerk für profan erklärt. Am 5. Juli 2009 wurde der Bau geschlossen, und vor dem Bauwerk fand ein Abschiedsgottesdienst statt. Nach der Eucharistiefeier wurde die Monstranz mit dem Allerheiligsten mit zwei Kutschen in die Burbacher Pfarrkirche St. Eligius überführt. Der Altar, der Tabernakel und das Taufbecken aus St. Helena sollten einen Platz in einer anderen Saarbrücker Kirche finden. Die Orgel wurde an die katholische Kirchengemeinde in Werbeln verkauft. Diese Orgel war im Jahre 1962 durch den niederbayerischen Orgelbauer Michael Weise in Plattling erbaut worden.[24] Das neu angeschaffte Altarbild wurde in Teilen ins neue Pfarrheim St. Eligius integriert, die Kirchenfenster wurden bis zu einer neuen Verwendung zwischengelagert. Nach der Fertigstellung des neuen Pfarrzentrums in St. Eligius mit dem neuen Kindergarten wurde das gesamte Gelände des bisherigen Pfarrzentrums St. Helena verkauft und die bestehenden Gebäude abgerissen. Das Kirchengebäude war ab dieser Zeit dem Vandalismus ausgesetzt und brannte am 12. Juli 2012 trotz eines massiven Feuerwehreinsatzes nieder. Die Polizei ermittelte wegen Brandstiftung.[25] Im Zuge der Zusammenlegung der Pfarreien St. Eligius, St. Helena und Herz Jesu in Burbach finden die Gottesdienste nun in der Pfarrkirche St. Eligius statt.[26]
- Markuskirche (evangelisch): Die 1965 erbaute Kirche wurde 2007 profaniert. Nach einem Umbau zum Tanzsaal wird sie heute von der Tanzsport-Gesellschaft Grün-Gold Saarbrücken e. V. als Clubheim genutzt.[27] Ihre 1966 von Hermann Eule Orgelbau Bautzen erbaute Orgel kam 2006 in die Maria-Magdalenen-Kirche in Saarbrücken.

## Friedhof
- Waldfriedhof Burbach (Saarbrücken)

## Schulen

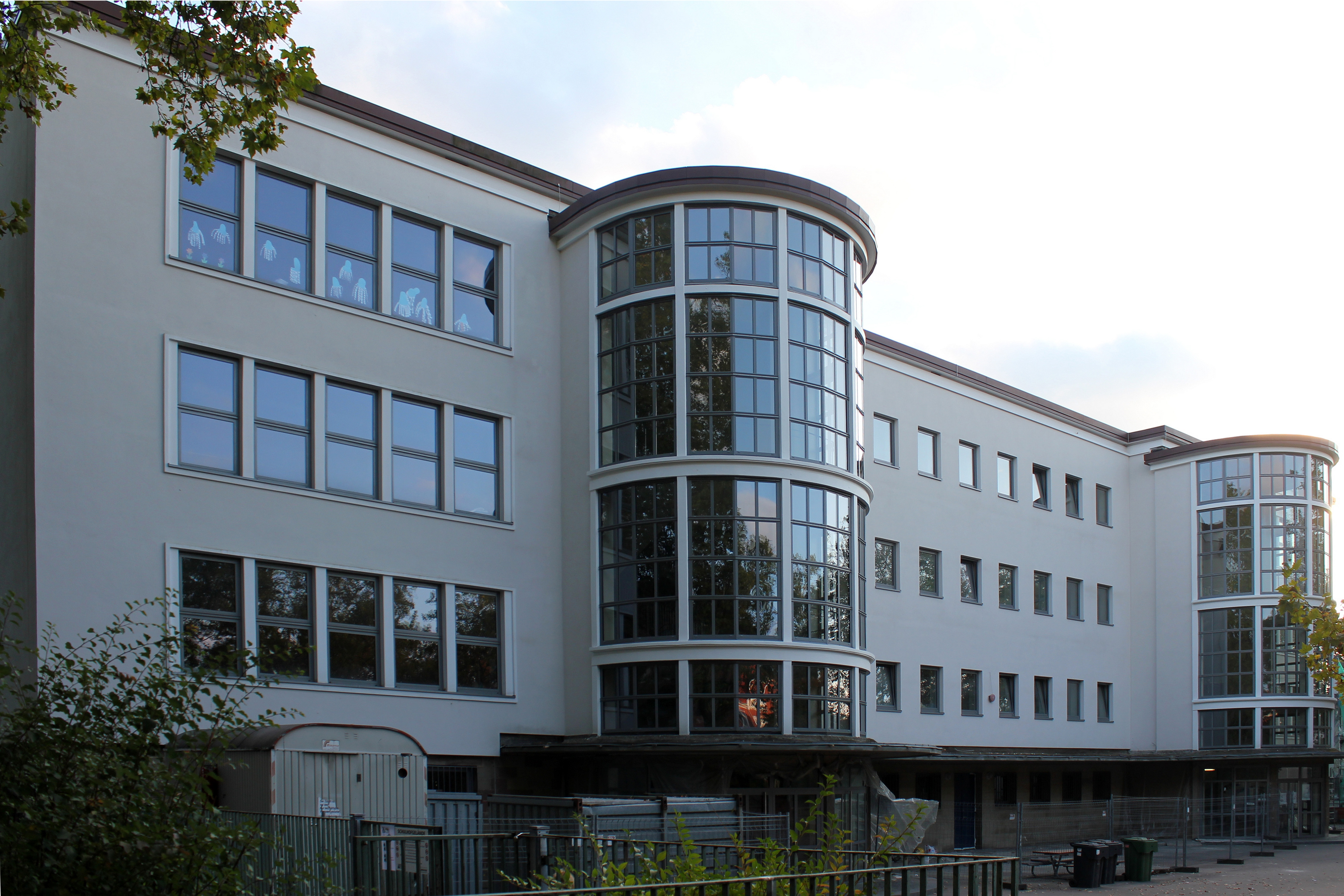
Weyersbergschule Burbach mit gläsernen Treppenhäusern, erbaut 1950–1952 von Peter Paul Seeberger

- Weyersberg-Grundschule, gegenüber der evangelischen Matthäuskirche auf dem Burbacher Weyersberg[28]
- Grundschule Füllengarten
- Gesamtschule Rastbachtal
- Wirtschaftswissenschaftliches Gymnasium/Saarland-Kolleg

## Kultur und Verwaltung

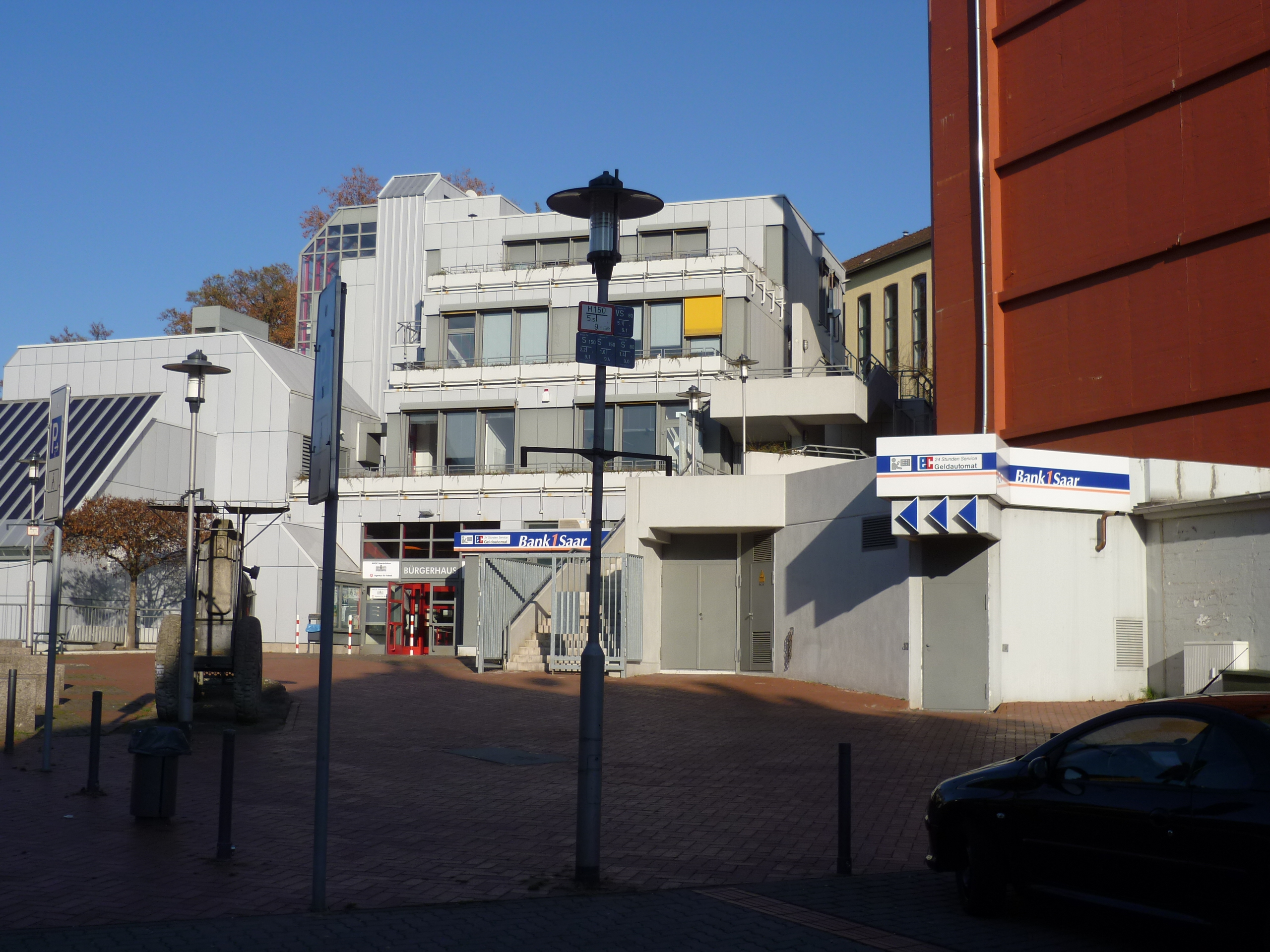
Bürgerhaus in Burbach mit Hochbunker (rot) aus dem Zweiten Weltkrieg

Das Bürgerhaus in Burbach am Markt mit Festhalle und Bürgeramt West steht den Bürgern, Vereinen und Organisationen für kulturelle und private Nutzungen zur Verfügung.
In der Burbacher Straße findet sich zudem der Kulturverein Burbach e. V., der der Gegenwartskunst den westlichsten Saarbrücker Ausstellungsraum bietet und wechselnde Kulturprojekte und -angebote realisiert.
Auf den Saarterrassen hat sich die Veranstaltungshalle E-Werk etabliert.

## Persönlichkeiten
- Hubert Nold (1861–1935), evangelischer Pfarrer und Superintendent in Malstatt-Burbach
- Peter August Stern (1907–1947), Journalist, Herausgeber und Widerstandskämpfer gegen den Nationalsozialismus
- Karl August Schleiden (1928–2009), Philologe, Kunstsammler, Privatgelehrter, Verleger und Autor